# Rood sterwasbekertje
Het rood sterwasbekertje (Orbilia rubella) is een schimmel behorend tot de familie Orbiliaceae. Het leeft saprotroof op dode stammen, stronken en takken van loofbomen, waaronder populier (Populus).

## Verspreiding
In Nederland komt het uiterst zeldzaam voor.